# Gerusia (bướm đêm)
Gerusia là một chi bướm đêm thuộc họ Geometridae.